# Nacaduba zyrthis
Nacaduba zyrthis är en fjärilsart som beskrevs av Hans Fruhstorfer 1916. Nacaduba zyrthis ingår i släktet Nacaduba och familjen juvelvingar. Inga underarter finns listade i Catalogue of Life.